# T. T. Boy

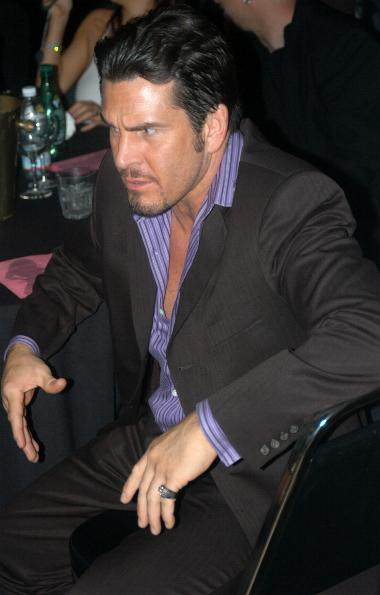
T. T. Boy, junho de 2005

T.T. Boy  nascido Philip Troy Rivera (Nova Iorque, 30 de abril de 1968) é um ator pornográfico norte-americano que já fez mais de 1500 filmes.
Estreou em filmes adultos em 1989 e já ganhou duas vezes o prêmio "XRCO Male Performer of the Year award" e foi nomeado em 1996 "AVN Performer of the Year".
Em 2000, T.T. Boy foi eleito ao "XRCO Hall of Fame". Ele também ja trabalhou com os nomes: T.T. Boyd, Max Reynolds, Max Cash, Harry Dutchman, Bark Star e Butch. T.T. Passou então a sua própria produção de filmes pornográficos, pela Evasive Angels e T.T.B. Productions, sediada em Van Nuys, California.
A produtora de Rivera, Evasive Angles, foi multada em 66.665 dólares pela Califórnia Occupational Safety and Health Administration, em 2006, para as violações das normas da OSHA. A Evasive Angles também foi citada com a conexão com o surto de HIV de 2004 na indústria pornográfica.
Descendente de porto-riquenhos, T.T. Boy foi lutador de boxe e seu nome artístico vem do seu apelido no ringue, "Troy the Boy."

## Prêmios
- 1992 - Melhor Cena de Sexo Grupal - Video - (Realities 2, Ashlyn Gere, Marc Wallice e T. T. Boy)
- 1993 - Melhor Cena de Sexo de Casal - Video - (Bikini Beach, Sierra e T. T. Boy)
- 1995 - Melhor Cena de Sexo de Casal - Filme - (Blue Movie, Jenna Jameson e T. T. Boy)
- 1996 - Artista Masculino do Ano - Video - (The 1996 Adult Video News Awards)
- 2009 - Urban X Hall of Fame[2]